# Черток (озеро, Латвия)
Черток (Чёртово озеро) (латыш. Čertoks, латыш. Čortoks) — озеро в Шкелтовской волости Краславского края Латвии. Чёртово озеро включено в список охраняемых природных объектов Европы. Для его охраны создан природный заказник. Озеро маленькое, глубокое, практически без водных растений и с минимальной рыбной фауной. Озеро часто меняет свой цвет, и пахнет хлором.

## Происхождение
О происхождении озера есть две теории: карстовая воронка или впадина после падения метеорита. Дайверы утверждают, что в глубине видна оплавленная порода, что подтверждает теорию о падении метеорита.

## Место отдыха

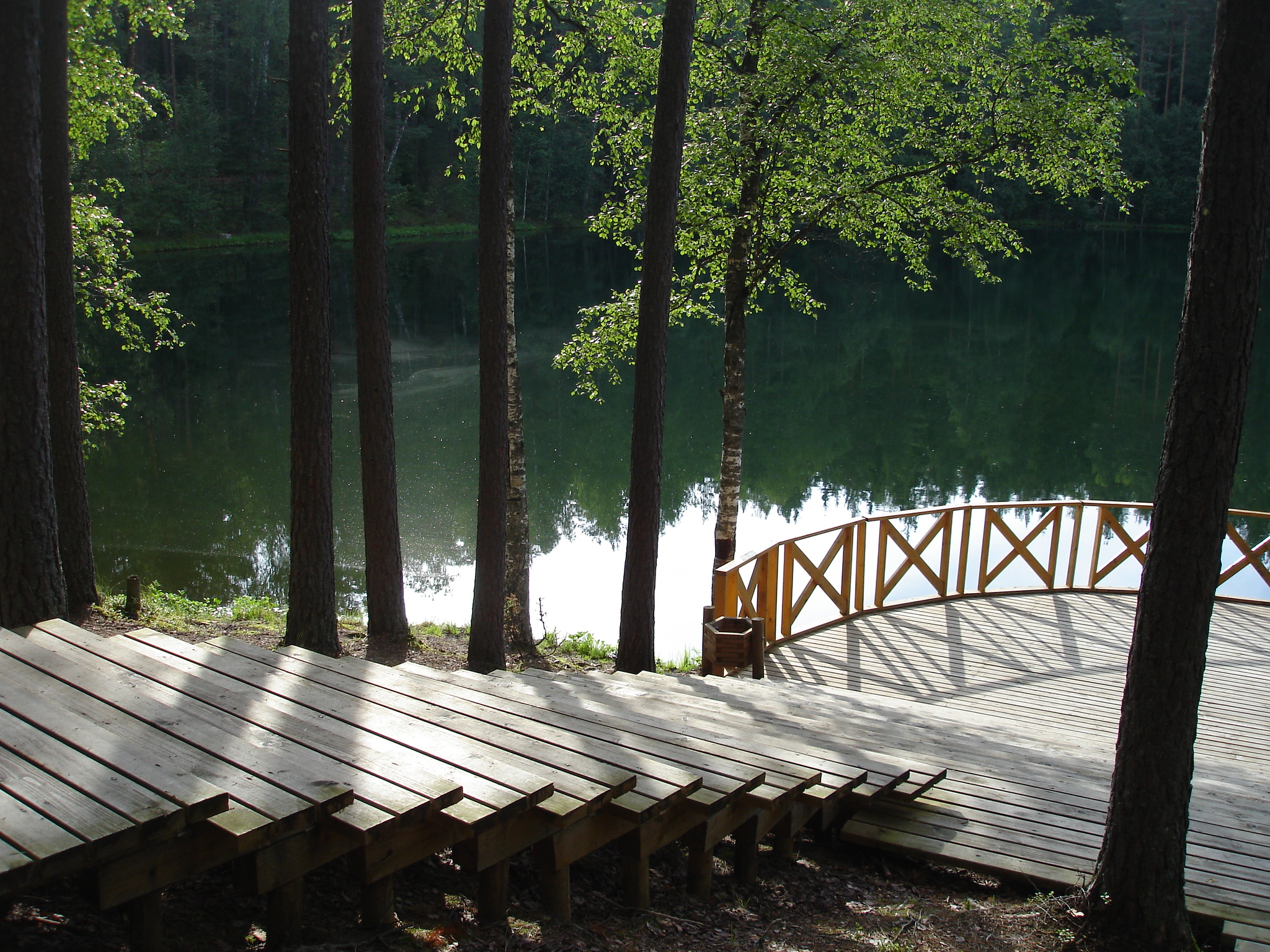
Смотровая площадка

Озеро Черток излюбленное место обзора и отдыха, поскольку находится близко к Аглоне и неподалёку от автодороги Аглона — Краслава. Указателей на дороге нет, так как в природохране решили не привлекать излишнее внимание туристов к охраняемому природному объекту.

## Охраняемые флора озера
Виды занесённые в директиву ЕС EEC: Leucorhinia pectoralis, Dysticus latissimus, Pulsatilla patens. Латвийские особо охраняемые биотипы: Geranium sanguineum, Pulsatilla patens.